# Grande Greve Ferroviária de 1922

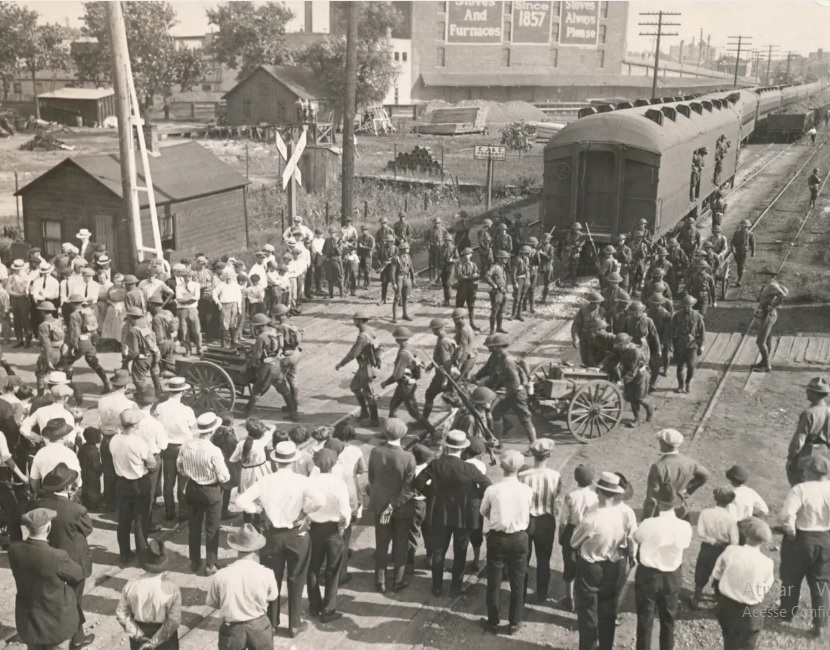
Fotografia da Greve Ferroviária nos Estados Unidos em 1922

A Grande Greve Ferroviária de 1922, comumente conhecida como Greve dos Comerciantes Ferroviários, foi uma greve nacional dos trabalhadores ferroviários nos Estados Unidos. Lançada em 1.º de julho de 1922 por sete das dezesseis organizações trabalhistas ferroviárias existentes na época, a greve continuou até o mês de agosto antes de entrar em colapso. Uma liminar judicial abrangente do juiz James Herbert Wilkerson efetivamente encerrou a greve em 1º de setembro de 1922.
Pelo menos dez pessoas, a maioria grevistas ou familiares, foram mortas em conexão com a greve. A ação coletiva de cerca de 400 000 trabalhadores no verão de 1922 foi a maior paralisação da ferrovia desde a Greve de Pullman do Sindicato Ferroviário Americano de 1894 e a maior greve americana de qualquer tipo desde a Grande Greve do Aço de 1919.